# 汤姆·麦奇勒
托马斯·迈克尔·麦奇勒（英語：Thomas Michael Maschler，1933年8月16日—2020年10月15日），常称汤姆·麦奇勒（Tom Maschler），英国出版人、作家，布克奖创始人。

## 生平
麦奇勒出生于柏林的一个奥地利犹太人家庭，父亲为一家出版商工作。他五岁时全家从维也纳移民英国。其后父母离婚，他随做家政妇的母亲移居泰晤士河畔亨利。
他曾为《纽约时报》、《洛杉矶时报》写过文章，也曾参加英国皇家空军。1955年，他踏足出版业，成为安德烈·多伊奇（André Deutsch）的助手，后来成为英国出版公司Jonathan Cape的老板，发掘出来加西亚·马尔克斯、伊恩·麦克尤恩、布鲁斯·查特文等不少作家。